# Edith Rimmington
Cet article possède un paronyme, voir Rimington (homonymie).
 (décembre 2024).
Le contenu est difficilement compréhensible vu les erreurs de traduction, qui sont peut-être dues à l'utilisation d'un logiciel de traduction automatique.
 (décembre 2024).
La mise en forme du texte ne suit pas les recommandations de Wikipédia : il faut le « wikifier ».
Les points d'amélioration suivants sont les cas les plus fréquents. Le détail des points à revoir est peut-être précisé sur la page de discussion.
- Les titres sont pré-formatés par le logiciel. Ils ne sont ni en capitales, ni en gras.
- Le texte ne doit pas être écrit en capitales (les noms de famille non plus), ni en gras, ni en italique, ni en « petit »…
- Le gras n'est utilisé que pour surligner le titre de l'article dans l'introduction, une seule fois.
- L'italique est rarement utilisé : mots en langue étrangère, titres d'œuvres, noms de bateaux, etc.
- Les citations ne sont pas en italique mais en corps de texte normal. Elles sont entourées par des guillemets français : « et ».
- Les listes à puces sont à éviter, des paragraphes rédigés étant largement préférés. Les tableaux sont à réserver à la présentation de données structurées (résultats, etc.).
- Les appels de note de bas de page (petits chiffres en exposant, introduits par l'outil «  Source ») sont à placer entre la fin de phrase et le point final[comme ça].
- Les liens internes (vers d'autres articles de Wikipédia) sont à choisir avec parcimonie. Créez des liens vers des articles approfondissant le sujet. Les termes génériques sans rapport avec le sujet sont à éviter, ainsi que les répétitions de liens vers un même terme.
- Les liens externes sont à placer uniquement dans une section « Liens externes », à la fin de l'article. Ces liens sont à choisir avec parcimonie suivant les règles définies. Si un lien sert de source à l'article, son insertion dans le texte est à faire par les notes de bas de page.
- La présentation des références doit suivre les conventions bibliographiques. Il est recommandé d'utiliser les modèles {{Ouvrage}}, {{Chapitre}}, {{Article}}, {{Lien web}} et/ou {{Bibliographie}}. Le mode d'édition visuel peut mettre en forme automatiquement les références.
- Insérer une infobox (cadre d'informations à droite) n'est pas obligatoire pour parachever la mise en page.

Pour une aide détaillée, merci de consulter Aide:Wikification.
Si vous pensez que ces points ont été résolus, vous pouvez retirer ce bandeau et améliorer la mise en forme d'un autre article.
Edith Rimmington, née en 1902 à Leicester et décédée en 1986 à Bexhill-on-Sea, est une artiste, poétesse et photographe britannique, associée au mouvement surréaliste britannique.

## Biographie
Edith est née à Leicester et effectue ses études à l’école d’art de Brighton (Brighton School of Art). Alors qu’elle est dans le Sussex, elle rencontre l’artiste Leslie Robert Baxter, avec qui elle se marie en 1926 et déménage à Manchester,.
Elle retourne à Londres en 1937 et est alors présentée au Groupe surréaliste britannique par Gordon Onslow Ford. Edith est l’une des rares membres féminins de celui-ci, avec notamment avec Eileen Agar et sa grande amie Emmy Bridgwater. Bridgwater et Rimmington sont inspirées par l’exposition international du Surréalisme qui lance le mouvement artistique au Royaume Uni en 1936,. Rejoindre le groupe de Londres l’encourage dans sa peinture, elle est admirée et soutenue par les autres artistes, notamment Edward Burra et John Banting, qui devient un ami proche.
La majorité de ses premiers travaux artistiques et poétiques ont été reproduits sous forme de pamphlets et d’autres publications courtes par les groupes surréalistes anglais et à l’étranger. Elle continue d’ailleurs de travailler au sein du mouvement surréaliste de Londres bien après la rupture officielle du groupe en 1947.
En 1950, Rimmington part de Londres pour vivre à Bexhill dans le Sussex, qui est devenu un refuge pour les artistes et poètes fuyant les pays déchirés par la guerre. Dans ses dernières années d’art visuel, Rimmington travaille sur la photographie en couleur, principalement de paysages littoraux comme Sussex coast, prise en 1960.
Elle meurt en 1986 à Bexhill-on-Sea.

## Art
Il n'existe qu'une seule peinture à l'huile d'Edith Rimmington dans le domaine public, The Decoy (Le leurre en français), qui est exposée à la Scottish National Gallery of Modern Art à Édimbourg (Ecosse). Le reste de ses œuvres font partie de collections privées mais ressurgissent de temps en temps à des expositions à travers le monde. Son œuvre intitulée The Oneiroscopist (l’interprète des rêves) faisait partie d’une exposition majeure sur l’art surréaliste en 2011 à la galerie d’art de Vancouver (Vancouver Art Gallery). Le titre de l’œuvre signifie en fait «le spécialiste de l’observation des rêves » (« the specialist in looking through dreams »), un clin d’œil au mouvement Surréaliste. Le matériel de plongée près de l’oiseau humanoïde représente la plongée en elle-même jusqu’à son subconscient.
L'équipement de plongée à côté de l'oiseau humanoïde représente le motif de la plongée au plus profond d'elle-même jusqu'au subconscient.
Après avoir assisté à l'Exposition internationale du surréalisme à Londres, Edith Rimmington s'inspire du geste performatif de Salvador Dalî se présentant en scaphandre. Il déclare qu’il s’agirait d’une « plongée dans le subconscient humain ». Quatre ans après cette rencontre avec Salvador Dalî, Edith Rimmington crée Eight Interpreters of the Dream ( Huit interprètes du rêve). Le tableau représente huit combinaisons de plongée suspendues pour sécher sous les arches. Les combinaisons de couleur chair ressemblent de manière intentionnelle à des corps décapités, ou à des poumons artificiels, ce qui n’est pas sans lien avec son contexte de production, le début de la Seconde Guerre mondiale, qui lui donne un sens particulier.

## Expositions
- Exposition d'objets surréalistes à la London Gallery (1937)[5].
- Exposition internationale du surréalisme à la Galerie Maeght à Paris (1947)[5].

## Poésie
En plus de produire des œuvres d'art, et plus tard de la photographie, Edith a également écrit des poèmes et de la prose poétique, souvent créés par le procédé de l'écriture automatique. Il n’existe pas de recueil de ses poèmes, dont beaucoup sont aujourd’hui dissimulés de part et d’autres dans des exemplaires de publications à tirage limité. Deux de ces exemplaires ont été écrits pour Free Unions, publiées en 1946 par le groupe londonien et éditées par Simon Watson Taylor.

### The growth at the break (La croissance à la rupture)
As fantasy in the claws of the poet is released by the broken arm it becomes imprisoned in the ossiferous callus wherein lice build themselves a tomb in which to escape the magic of the Marvelous. Instead of, with the blood of the wound, rushing like the river to the sea - oh life orgasm - the river is damned. The banks do not overflow and the lice choke as the arm stiffens. The wise eye sees the substitute running its  poisonous imprisoned course in the cystic tomb. I see the dark sad face of the wounded man as the arm is amputated.
Comme la fantaisie dans les griffes du poète est libérée par le bras cassé, elle s'emprisonne dans le cal osseux où les poux se construisent un tombeau pour échapper à la magie du Merveilleux. Au lieu de cela, avec le sang de la blessure, se précipitant comme la rivière vers la mer - oh orgasme de vie - la rivière est damnée. Les berges ne débordent pas et les poux s'étouffent lorsque le bras se raidit. L’œil sage voit le substitut poursuivre son cours empoisonné, emprisonné, dans le tombeau kystique. Je vois le visage sombre et triste de l'homme blessé alors que son bras est amputé.

### The seagull (La mouette)
I try to catch the seagull with a silken cord but I find that the soft cord becomes a fagged iron chain which tears my hands. The gull flies out to sea where it sits brooding. I see it fly back to the beach to join a lazy crowd of gulls where it is fed on human flesh by tanks and guns. I am horrified by the greedy eagerness of the speckled young birds. I find I cannot escape from the chain unless I have to offer my flesh to the gulls. I wait ... thinking of death and living death. I decide that out of living death I may see the gull dive into the sea once more.
J'essaie d'attraper la mouette avec un cordon de soie mais je constate que le cordon souple devient une chaîne de fer déchiquetée qui me déchire les mains. La mouette s'envole vers la mer où elle couve. Je le vois voler vers la plage pour rejoindre une foule paresseuse de mouettes où il est nourri de chair humaine par des chars et des canons. Je suis horrifié par l’avidité des jeunes oiseaux tachetés. Je découvre que je ne peux pas échapper à la chaîne à moins de devoir offrir ma chair aux mouettes. J'attends... penser à la mort et vivre la mort. Je décide qu'en vivant la mort je pourrai peut-être revoir la mouette plonger dans la mer une fois de plus.